# Patrick Gillman Bowen
Patrick Gillman Bowen (P.G. Bowen; * 29. Juni 1882 in Kenmare im County Kerry; † 30. Juli 1940) war ein irischer Autor und Theosoph.

## Leben und Werk
Bowen wurde am 29. Juni 1882 in Kenmare als jüngster Sohn von Robert Bowen geboren. Vater Robert war Theosoph und mit Helena Blavatsky persönlich bekannt, er schrieb wertvolle Anweisungen zum Studium von Blavatskys Werk Die Geheimlehre nieder. Entgegen dem Willen seines Vaters, ein Studium zu beginnen, verließ Bowen 1897 das elterliche Haus und fuhr um 1900 nach Südafrika. Dort schloss er sich den South African Mounted Rifles, einem Regiment der British Army an, wo er in der Nachrichtenabteilung arbeitete und den Rang eines Captains erreichte.
In Südafrika entwickelte er Interesse an Sprache und Kultur der einheimischen Bevölkerung. Ein afrikanischer Lehrer namens Mehlo Moya soll ihn dabei in eine okkulte Brüderschaft aufgenommen haben. Seinen Angaben zufolge durchlief er dort eine Initiation in drei Graden und durfte die Fragmente der dazugehörigen schriftlichen Einweihungsrituale abschreiben. Diese übersetzte er aus einer Bantu-Sprache ins Englische und veröffentlichte sie später unter dem Titel The Sayings of The Ancient One. Bei einem Aufenthalt in Frankreich um 1920 lernte er George William Russell kennen und als er 1922 nach Irland zurückkehrte, trat er der von Russell geleiteten Hermetic Society bei. Durch Russell und die Hermetic Society setzte er sich intensiv mit den Lehren der Theosophie auseinander und empfand die theosophischen Prinzipien als identisch mit jenen, in die er in Afrika eingeweiht worden war. Für den Rest seines Lebens lehrte er diese Überzeugung in der Hermetic Society und veröffentlichte eine Reihe von theosophischen Werken in diesem Zusammenhang.
1933 wurde er Präsident der Hermetic Society; ein Jahr vor seinem Tod, mit Beginn des Zweiten Weltkriegs, löste er die Organisation 1939 auf.

## Werke (Auswahl)
- Natural Magic. Kessinger, Whitefish 2005, ISBN 1425360378.
- The Occult Way: Theosophical Publishing House, Wheaton 1978, ISBN 0722950713.
- The Sayings of the Ancient One. Theosophical Publishing House, Wheaton 1969.